# Циемовые
Циемовые (лат. Cyematidae) — семейство глубоководных морских лучепёрых рыб из отряда угреобразных, включающее два монотипических рода. Это небольшие длиннотелые рыбы, до 16 см в длину. Они являются батипелагическими (глубоководные океанические рыбы) и были обнаружены на глубине до 5000 м. Встречаются во всех океанах.

## Классификация
В семейство включают 2 рода и 2 вида:
- Род Cyema — Циемы, или тупохвостые угри, или тупохвостки
  - Cyema atrum Günther, 1878 — Циема, или тупохвостый угорь, или тупохвостка
- Род Neocyema
  - Neocyema erythrosoma Castle, 1978